# Festivalbar 1996
Il trentatreesimo Festivalbar si svolse durante l'estate del 1996 in 10 puntate. Sedi della manifestazione furono: Piazzale Cava degli Umbri a San Marino,  Piazza del Popolo a Fermo, Capoliveri,  l'Arena Alpe Adria di Lignano Sabbiadoro e Piazza del Plebiscito a Napoli, sede della finalissima.
Venne condotto da Amadeus, Alessia Marcuzzi e Corona. 
Il vincitore dell'edizione fu Eros Ramazzotti sia nella categoria singoli con Più bella cosa che in quella album con Dove c'è musica.
Il giorno della registrazione di entrambe le puntate della finale in Piazza del Plebiscito a Napoli l'organizzazione si trovò dinanzi a un'affluenza di ben 200.000 persone, vedendosi costretta a trasmettere la finale in diretta su Italia 1 regionale e invitando dal primo pomeriggio, attraverso delle pubblicità dedicate, la gente a non raggiungere la piazza per motivi di sicurezza. La canzone Aspettavo te, interpretata da Ambra Angiolini, è stata presentata in trasmissione in versione remix.

## Cantanti partecipanti
- Eros Ramazzotti - Più bella cosa, Stella gemella e Io amerò
- Ligabue - Vivo morto o X e Certe notti
- Gianluca Grignani - La fabbrica di plastica e L'allucinazione
- Miguel Bosé - L'autoradio
- Gianna Nannini - Latin lover/Fotoromanza/Meravigliosa creatura e Bomboloni
- Corona - Megamix
- Gerardina Trovato - Piccoli già grandi
- Michele Zarrillo - Non arriveranno i nostri
- Pet Shop Boys - Go West
- Alexia - Summer Is Crazy
- Spice Girls - Wannabe
- Status Quo - Don't Stop
- Anna Oxa - Spot
- Enrico Ruggeri - Il momento della verità/Napoli scusa/Cercami cercami
- Paolo Vallesi - Grande
- Bryan Adams - Let's Make a Night to Remember e The Only Thing That Looks Good on Me Is You
- Federico Salvatore - Incidente in paradiso
- East 17 - Someone to Love e It's All Right
- Enrique Iglesias - Se te ne vai
- Everything but the Girl - Wrong
- Umberto Tozzi - E ti voglio
- Los Locos - Macarena
- Articolo 31 - Domani e Tranqi Funky (Premio Rivelazione)
- Spagna - Lupi solitari e Ti amo
- Robert Miles - Children e Fable (Premio Trofeo Festivalbar)
- Belinda Carlisle - In Too Deep
- Massimo Di Cataldo - Con il cuore
- Cattivi Pensieri - Emozione
- Nek - Dimmi cos'è
- Gianni Morandi - La regina dell'ultimo tango
- Ambra - Aspettavo te
- Fool's Garden - Lemon Tree
- Ké - Strange World
- Elio e le Storie Tese - Mio cuggino
- Dirotta su Cuba - Ridere e Sensibilità
- Neri per Caso - Improvvisando
- Ron - Ferite e lacrime
- Luca Carboni - Non è
- Zucchero - Alleluja e Il volo
- Antonella Ruggiero - Fare fare e Filastrocca
- B-nario feat 883 - La musica che piace a noi
- Gina G - Ooh Aah... Just a Little Bit
- Oasis - Don't Look Back in Anger
- Babylon Zoo - Spaceman
- Barbara Cola - Vita I Love You
- Datura - Mantra
- Babyra Soul - I Belong to You
- The Cure - The 13th e Mint Car
- Paola Turci - La felicità
- Shaggy - Boombastic
- Worlds Apart - Everybody
- Marina Rei - Pazza di te
- Tony and Cecilia - I'm a Lair
- Ocean Colour Scene - You've Got It Bad
- Mark Morrison - Return of the Mack
- Giovanni Danieli - Ombre
- Michael Learns to Rock - Someday
- The Kelly Family - Ares Qui
- Syria - Batti e batti
- Alanis Morissette - You Learn
- Lady Gee - The game is over

## Sigla
La videosigla di questa edizione è di Eros Ramazzotti con la canzone Più bella cosa

## Organizzazione
- Mediaset

## Direzione artistica
- Vittorio Salvetti